# Reinhold Schröder
Reinhold Schröder (* 28. März 1932 in Lünen; † 1. Februar 2024 ebenda) war ein deutscher Bildhauer, der in seiner Heimatstadt lebte und arbeitete. Er gestaltete durch seine künstlerische Arbeit das Bild seiner Heimatstadt mit und wirkte mit vielen Kunstwerken über Lünen und Deutschland hinaus.

## Leben und Werk
Schröder erlernte das Handwerk des Steinmetzen in der väterlichen Werkstatt. Seine künstlerische Begabung führte ihn zum Besuch der Werkkunstschule Dortmund, er erhielt 1954 die Graduierung und legte im selben Jahr die Meisterprüfung als Steinmetz und Bildhauer ab. Das folgende Studium an der Staatlichen Akademie der Bildenden Künste in Düsseldorf beendete er 1958 mit der Ernennung zum Meisterschüler. Danach entstanden vielfältige plastische Arbeiten für den sakralen und ebenso für den öffentlichen Raum. So gestaltete er unter anderem den Innenraum des St. Marienhospitals in Lünen und die Türen zum Ratssitzungssaal der Stadt Lünen.
Seine Werke sind beispielsweise in Berlin, Dorsten, Dortmund, Essen, Fulda, Hamm, Hannover, Münster, Meschede und Recklinghausen sowie in Rom und London zu sehen. Die Bronzeskulptur „Herausforderung“ im Innenhof des Canisius-Kollegs, Berlin, stammt ebenfalls von ihm.

## Ehrungen
Die Stadt Lünen verlieh ihm am 19. Oktober 2008 den Kulturpreis der Stadt Lünen 2008.
Die Jury würdigte seine Arbeiten mit den Worten: Das künstlerische Werk Reinhold Schröders zeichnet sich durch kraftvolle Darstellung von religiösen und profanen Themen in überzeugender gegenwartsbezogener Formensprache aus.